# Hwang Woo-suk

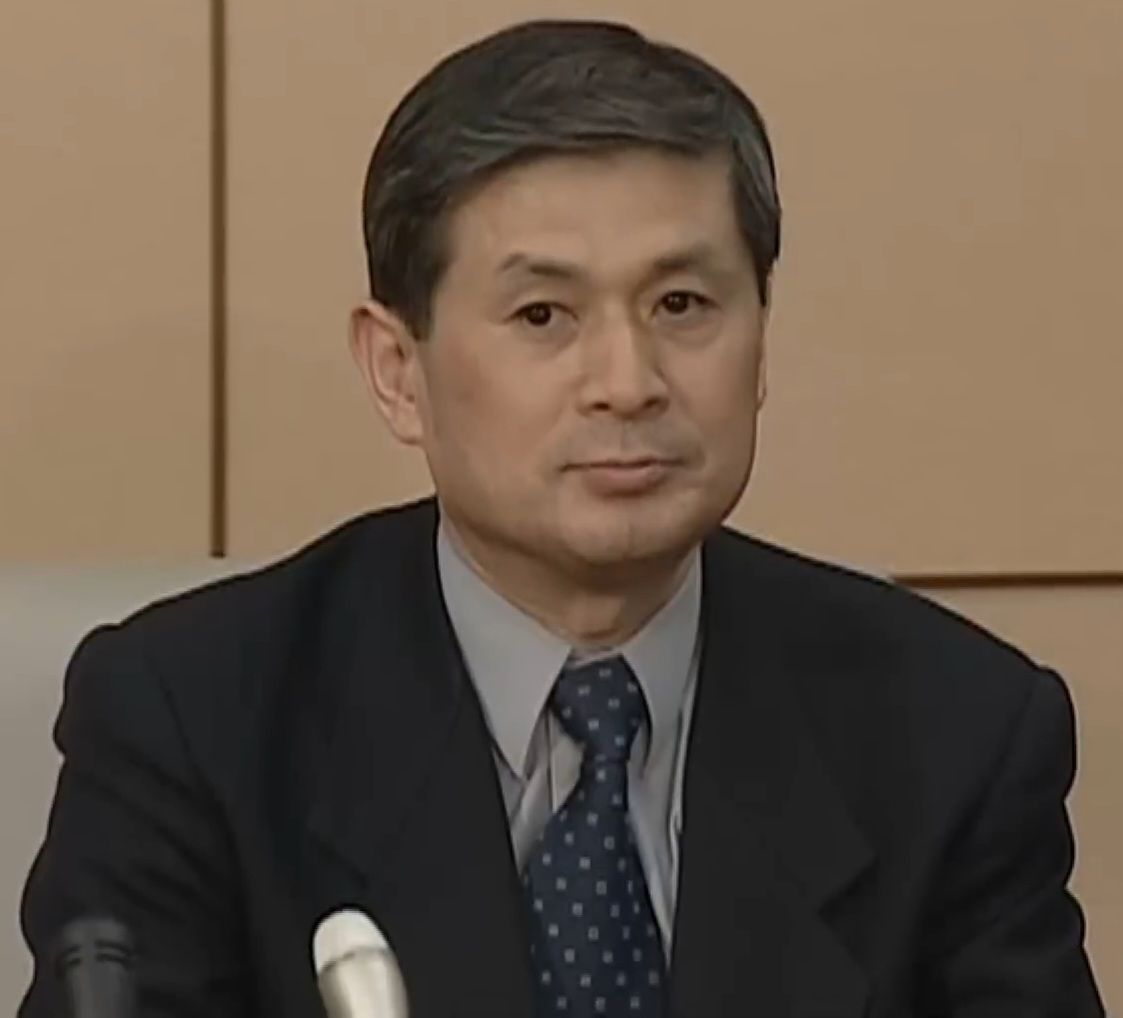
Hwang Woo-suk

Hwang Woo-suk (* 29. Januar 1953 im Landkreis Buyeo-gun, Chungcheongnam-do, Südkorea) ist ein südkoreanischer Veterinärmediziner und Wissenschaftler, dem zum Jahreswechsel 2005/06 nachgewiesen wurde, einen der größten Fälschungsskandale der modernen Forschungsgeschichte verursacht zu haben.
Hwang hatte im Jahre 2004 zunächst weltweite Aufmerksamkeit erregt, als er große Fortschritte in der Stammzellenforschung bekannt gab: Einer von ihm veröffentlichten Studie zufolge war es ihm gelungen, erstmals mit Hilfe eines Zellkerntransfers einen geklonten menschlichen Embryo zu konstruieren und aus ihm Stammzellen abzuleiten. Im Jahr darauf folgten Publikationen über einen geklonten Hund und elf angeblich maßgeschneiderte embryonale Stammzell-Linien mit dem Erbgut kranker Menschen. Im Dezember 2005 stellte sich jedoch heraus, dass die elf Stammzell-Linien, die am 17. Juni 2005 in der renommierten Zeitschrift Science veröffentlicht und auf deren Titelblatt formatfüllend abgebildet waren, als Totalfälschung zu gelten haben. Anfang Januar 2006 wurde auch die Stammzell-Publikation aus dem Jahr 2004 als Fälschung enttarnt. Das Klonen eines Hundes im Jahr 2005 wurde als korrekt ausgeführt anerkannt.
Hwang forschte an der Seoul National University (Staatliche Universität Seoul, SNU) und wurde zum Dekan des tiermedizinischen Colleges gewählt, bis er im November 2005 aufgrund erster Vorwürfe von allen wissenschaftlichen und öffentlichen Ämtern zurücktrat und im Dezember auch seinen Lehrstuhl aufgab.

## Wissenschaftliche Laufbahn
Hwang Woo-suk stammt aus einfachen sozialen Verhältnissen und erhielt als einziger seiner Grundschulklasse eine akademische Ausbildung. 1982 wurde er zum Doktor der Tiermedizin promoviert, seit 1999 erarbeitete er sich das Handwerkszeug zum Klonen von Tieren.
Im Jahr 2004 wurde Hwang international bekannt, nachdem er die erfolgreiche Gewinnung menschlicher Stammzellen aus einem geklonten Embryo publiziert hatte. Nach der Veröffentlichung dieser Arbeitsergebnisse wurde der Professor aus Seoul ein weltweit umworbener Star der Wissenschaft und ein in seiner Heimat gefeierter Nationalheld. Die südkoreanische Post widmete ihm Briefmarken, und die nationale Eisenbahn stiftete ihm eine lebenslange Freifahrtkarte. Nicht zuletzt seine Ablehnung von Angeboten ausländischer Forschungsinstitute unter Hervorhebung seiner nationalen Loyalität förderten seine Popularität in Südkorea. Er stand unter besonderem Polizeischutz, da die südkoreanische Regierung eine Entführung nach Nordkorea fürchtete. Die in seinem Institut geklonten Schweineembryonen wurden ebenfalls mit polizeilichem Begleitschutz zur Tierhaltung transportiert, um dort in Säue eingepflanzt zu werden.
Hwangs Forschungen zu neuartigen Therapieverfahren sollten nämlich nicht allein auf menschlichen embryonalen Stammzellen beruhen; vielmehr experimentierte er gleichzeitig mit Methoden der Xenotransplantation von Herz, Leber und Nieren bei gentechnisch veränderten Schweinen, denen Immun-Gene des Menschen eingefügt worden waren. Auf diese Weise sollten Abstoßungsreaktionen vermieden werden, die bei fremdem transplantierten Gewebe regelmäßig auftreten.
Aus seiner Arbeitsgruppe stammt auch der erste geklonte Hund namens Snuppy, der im August 2005 der Öffentlichkeit vorgestellt wurde; Snuppy ist ein Akronym, das aus der Abkürzung der Staatlichen Universität Seoul (im Englischen SNU: Seoul National University) und puppy (englisch für „Welpe“) gebildet wurde. Das US-amerikanische Magazin Time kürte den Klonhund zur erstaunlichsten Innovation des Jahres 2005.
In den meisten Ländern ist das Klonen von menschlichen Embryonen verboten, in Südkorea hingegen wird diese Form der Stammzellenforschung von der Regierung stark gefördert. Der Klonexperte Hwang wurde deshalb zum ersten von insgesamt zehn „obersten Wissenschaftlern“ des Landes erklärt, die Südkorea einen internationalen Spitzenplatz auf diesem Gebiet sichern sollen.

## Fälschungsvorwürfe
Im Mai 2005 präsentierte Hwang Woo-suk mit seinem Team elf maßgeschneiderte Stammzellenlinien, für die angeblich nur 185 gespendete Eizellen verwendet wurden: Entstanden auf der Basis von angeblich 31 geklonten Embryonen galt dies als eine vergleichsweise effiziente „Ausbeute“; dies ist eine wichtige Voraussetzung für einen eventuellen zukünftigen Einzug therapeutischen Klonens in den medizinischen Alltag. Die Verbesserung der Klonierungstechniken wurde denn auch von seinen Forscherkollegen als der wichtigste Aspekt dieser im Mai von Science zunächst online und am 17. Juni 2005 auch im gedruckten Magazin als Titelgeschichte veröffentlichten Studie angesehen.
Im November 2005 kam es zu einem ersten Skandal in Hwangs Labor, als der Forscher einräumen musste, dass zwei seiner Mitarbeiterinnen Eizellen gegen Bezahlung für die Embryonenforschungen gespendet hatten. Hwang stritt ab, von diesem (in Südkorea anfangs legalen) Vorgang gewusst zu haben. Im Zuge der darauf folgenden Diskussionen trat Hwang jedoch als Vorsitzender der Weltstammzellenbank zurück und zog sich auch aus allen anderen staatlichen und privaten Organisationen zurück. Mitte Dezember 2005 kamen Vorwürfe hinzu, Hwang habe die Daten seiner Veröffentlichung zu den elf Stammzell-Linien manipuliert.
Angestoßen worden war die öffentliche Debatte durch einen Fernsehbericht der Munhwa Broadcasting Corporation (MBC), den ein ehemaliger leitender Mitarbeiter von Hwangs Labor, Ryu Young-Joon, bereits Anfang Juni 2005 angeregt hatte.

## Die Untersuchung der Vorwürfe
Eine Untersuchungskommission seiner Universität kam zunächst zu dem Ergebnis, dass mindestens neun der elf Stammzellenlinien, die er geklont haben will, keine eigenständigen Zelllinien seien, die Daten der Publikation also vorsätzlich gefälscht wurden. Hwang bot daraufhin den Rücktritt von seiner Professur an, betonte allerdings weiterhin, er habe die Technik zur Gewinnung von Stammzell-Linien sehr wohl beherrscht.
Ende Dezember gab die Untersuchungskommission in einem weiteren Zwischenbericht bekannt, dass die am 17. Juni 2005 in Science veröffentlichte Studie eine Totalfälschung sei. Hwang habe keinerlei Nachweise dafür erbringen können, dass er tatsächlich auf den Patienten maßgeschneiderte embryonale Stammzellen herstellen konnte. Die Publikation basiere auf zwei Zelllinien, die aus normal befruchteten Eizellen gewonnen wurden, und zwar nicht im Labor von Hwang, sondern im Seouler Miz Medi Hospital, das eng mit dem Team von Hwang kooperiert hatte. DNA-Analysen hätten gezeigt, dass die beiden Zelllinien nicht mit der Patienten-DNA übereinstimmten.
Im endgültigen Bericht der Untersuchungskommission, der am 10. Januar 2006 veröffentlicht wurde, hieß es dann, von allen vermeintlichen Forschungsergebnissen habe lediglich das erfolgreiche Klonen des Hundes Snuppy aus dem Jahr 2005 Bestand. Hingegen habe Hwangs Team keinerlei wissenschaftliche Belege für die Herstellung von menschlichen embryonalen Stammzellen erbringen können. Auch die Ergebnisse der 2004 in Science veröffentlichten Studie über die angeblich erste Gewinnung einer Stammzelllinie aus einem geklonten menschlichen Embryo seien gefälscht; u. a. seien Fotos und DNA-Analysen manipuliert worden. Zwar habe Hwang tatsächlich menschliche Embryonen geklont und bis zur Blastozyste kultiviert, er habe es aber nicht vermocht, daraus Stammzellen zu gewinnen.
Die nun als Totalfälschung geltenden Science-Publikationen waren nicht allein von Hwang Woo-suk veröffentlicht worden, sondern wiesen die Namen zahlreicher Ko-Autoren auf. Deren mögliche Mitwisserschaft, speziell die von Kang Sung-keun (강성근), der mit Hwang im gleichen Labor arbeitete, blieb ungeklärt. Der Untersuchungsbericht forderte strenge Strafen für den Klonforscher.
Anfang Februar 2006 teilte der südkoreanische Rechnungshof überdies mit, ein Teil der staatlichen Forschungsgelder sei auf Hwangs Privatkonten geleitet worden, ohne dass man deren genaue Verwendung nachvollziehen könne. Daraufhin wurde auch ein staatsanwaltliches Ermittlungsverfahren gegen den Forscher eingeleitet.
Hwang Woo-suk bezeichnete sich laut einem südkoreanischen Pressebericht vom 31. Dezember 2005 zum wiederholten Male als Opfer eines Komplotts. In Presseberichten von Anfang März 2006 hieß es dann aber, Hwang habe gegenüber der Staatsanwaltschaft eingeräumt, selbst den Auftrag zur Fälschung der Befunde über angebliche Stammzelllinien gegeben zu haben. Der von ihm beauftragte Mitarbeiter habe normale Körperzellen aufgereinigt, in jeweils zwei Röhrchen verteilt und dann als geklonte Zellen präsentiert. Er wiederholte zugleich seine frühere Zusicherung, die Technik zum Klonen patientenspezifischer embryonaler Stammzellen seit 2004 zu beherrschen.

## Die Sanktionen gegen Hwang durch die Universität
Mitte März 2006 wurde bekannt, dass Hwang die südkoreanische Lizenz zur Arbeit auf dem Gebiet der Stammzellforschung entzogen wurde. Ferner teilte die Nationaluniversität in Seoul mit, dass sie ihn aus dem Hochschuldienst entlassen und seine künftigen Pensionsansprüche halbieren werde. Als Folge der Entlassung werde Hwang zudem für fünf Jahre der Zugang zu öffentlichen Forschungszuschüssen versperrt. Zugleich wurden Gehaltskürzungen und Disziplinarstrafen gegen vier weitere Professoren verhängt, denen für maximal drei Monate die Lehrbefugnis und für 18 Monate die Befugnis zur Beteiligung an Promotionsverfahren entzogen wurde. Zwei der so Bestraften waren für die umstrittenen Studien als Co-Autoren mitverantwortlich, die beiden anderen hatten sich als Co-Autoren ausweisen lassen, obwohl sie keinerlei Anteil an den Studien gehabt hatten.

## Der Prozess gegen Hwang
Am 12. Mai 2006 wurde gegen Hwang von der Staatsanwaltschaft Anklage erhoben wegen Betrug und Unterschlagung sowie wegen Verstößen gegen ein südkoreanisches Bioethik-Gesetz. Auch gegen fünf weitere Mitglieder seines Teams wurde Anklage erhoben: gegen drei Personen wegen Betrug, gegen eine wegen Verstößen gegen das Bioethik-Gesetz und gegen eine weitere Person wegen Vernichtung von Beweismaterial und Behinderung der Justiz.
Die 150 Seiten starke Anklageschrift gesteht Hwang zu, dass er und sein Team zunächst tatsächlich davon überzeugt waren, die Stammzelllinie „Nummer 1“ – die Grundlage der Veröffentlichung von 2004 war – aus einer geklonten Blastocyste gewonnen zu haben. Gleichwohl hätten zwei getrennte Untersuchungen der Seoul National University ergeben, dass die Zellen – ähnlich dem Entstehen von eineiigen Zwillingen – durch Parthenogenese entstanden seien. Vorzuwerfen sei Hwang jedoch, dass sein Team über keine ordnungsgemäßen Aufzeichnungen zu dieser ersten Stammzelllinie verfügt habe und daher die wissenschaftlichen Aussagen zu dieser Stammzelllinie nicht nachweisbar gewesen seien. Hwang habe stattdessen seine Mitarbeiter Park Jong-hyuk (박종혁) und Kim Sun-jong (김선종) beauftragt, Fotos, DNA-Testergebnisse und weitere Daten zu erfinden.
Die Studie zu den elf angeblich maßgeschneiderten Stammzelllinien, die im Jahr 2005 für weltweites Aufsehen sorgte, sei unter ähnlichen Umständen produziert worden. Dem erneut mit der Herstellung von Zelllinien beauftragte Mitarbeiter Kim gelang es nicht, den Auftrag auszuführen. Stattdessen besorgte er sich Stammzellen, die im Seouler MizMedi-Krankenhaus aus befruchteten Eizellen gewonnen worden waren und gab sie als die Resultate eigenen Klonens aus. Hwang glaubte, der staatsanwaltschaftlichen Ermittlungen zufolge, dass die beiden so produzierten Zelllinien das Ergebnis korrekter Forschung waren, verlangte von seinem Mitarbeiter aber, die Daten so zu verfälschen, dass man die Erzeugung von elf Stammzelllinien publizieren könne. Erst nach Beginn der universitären Betrugsermittlungen Ende 2005 habe Hwang erfahren, dass auch die ersten beiden Stammzelllinien gefälscht waren. Kim wurde vom Staatsanwalt unter anderen beschuldigt, Computerdateien gelöscht zu haben, um Spuren seiner Fälschungen zu verwischen.
Der Staatsanwalt bestätigte auch, dass Hwang sehr viel mehr Eizellen für seine Forschungen verwendet hatte, als in den Studien ausgewiesen. Tatsächlich habe er 2236 Eizellen von 122 Frauen benutzt; 71 Frauen wurden dafür bezahlt. Ferner wird ihm vorgeworfen, 2,99 Millionen US-Dollar an staatlichen und privaten Fördermitteln veruntreut zu haben. Hwang habe über ein System von 63 Bankkonten verfügt, die unter verschiedenen Namen geführt wurden (darunter Nachwuchswissenschaftler und Verwandte). Um einige der ihm vorgeworfenen Veruntreuungen zu verbergen, habe er gegenüber den Steuerbehörden falsche Angaben über den angeblichen Kauf von Schweinen und Kühen für seine Forschung gemacht.
Der Prozess gegen Hwang begann am 20. Juni 2006. Am 4. Juli 2006 berichtete die Nachrichtenagentur Reuters, Hwang habe den Vorwurf der Fälschung vor Gericht, während einer Befragung durch die Staatsanwaltschaft, eingeräumt und auch als eigenes Versagen bezeichnet. Er könne sich zwar nicht mehr daran erinnern, konkrete Anweisungen gegeben zu haben, die Gesamtverantwortung für die Vorgänge in seinem Labor liege jedoch bei ihm. Ihm sei allerdings nicht bewusst gewesen, dass so viele Daten seiner Assistenten jeglicher Grundlage entbehrten. Er habe sich auf seine Mitarbeiter und auf die von ihnen vorgelegten Ergebnisse verlassen. Hwang gab ferner zu, dass seine Arbeitsgruppe Geld an die Spenderinnen von Eizellen bezahlt habe.
Für die ihm vorgeworfenen Verfehlungen drohten Hwang bis zu drei Jahre Haft wegen Verstößen gegen das Bioethik-Gesetz und bis zu zehn Jahren wegen Veruntreuung von Forschungsgeldern. Die gefälschten Fachveröffentlichungen waren nicht Gegenstand des Prozesses. Einem Bericht der Nachrichtenagentur dpa zufolge beantragte die Staatsanwaltschaft im August 2009 – nach 43 Verhandlungstagen – eine Haftstrafe von vier Jahren. Am 26. Oktober 2009 wurde Hwang Woo-suk in Seoul zu einer zweijährigen Bewährungsstrafe verurteilt. Zuvor hatten 33 südkoreanische Parlamentarier in einer Petition an das Gericht appelliert, ihm mildernde Umstände zuzubilligen, damit er seine Forschung ohne weitere Umstände fortsetzen könne. Die Richter bescheinigten Hwang, keine Forschungsgelder veruntreut zu haben, da die Geldgeber keine Bedingungen an deren Vergabe geknüpft hätten. Verurteilt wurde er daher nur wegen seiner Verstöße gegen das Bioethik-Gesetz und der mit der Beschaffung und Verarbeitung der Eizellen verbundenen, von Gericht für illegal erklärten Verwendung von 700.000 US-Dollar aus staatlichen Fördermitteln. Hwang und die Staatsanwaltschaft legten Berufung gegen das Urteil ein.
Am 16. Dezember 2010 reduzierte ein Berufungsgericht die Strafe auf 18 Monate auf Bewährung. Das Gericht kam diesmal zum Schluss, dass ein Teil der Zuschüsse nicht missbraucht worden war. Eine Klage gegen seine Entlassung aus der Seoul National University und gegen den Vorwurf des Verstoßes gegen bioethische Regeln wurde hingegen im Februar 2014 vom Obersten Gerichtshof Koreas abgewiesen.

## Unbemerkter Durchbruch bei der Jungfernzeugung
Im August 2007 wurde in Cell Stem Cell online publiziert, dass Hwang einen seiner wirklichen Erfolge übersehen hatte: Mindestens die angeblich durch Klonen entstandene Zelllinie SCNT-hES-1 ist tatsächlich die erste bekannte menschliche Zelllinie, die durch Parthenogenese entstand. Der US-amerikanische Stammzellexperte George Daley, in dessen Labor die Zelllinien überprüft wurden, wies jedoch darauf hin, dass man in Hwangs Institut nicht über das biotechnologische Instrumentarium verfügt habe, mit dessen Hilfe man parthenogenetisch erzeugte Stammzellen von geklonten Stammzellen hätte unterscheiden können. Auf welche Weise dieser Durchbruch in der Stammzellforschung zustande kam, blieb daher unklar, da das Herstellungsverfahren der Zelllinie nicht wirklichkeitsgetreu publiziert worden war, sondern den Eindruck erwecken sollte, man habe die Zellen geklont.

## Fortsetzung der Forschung
Selbst nach der Bekanntgabe der Anklageschrift gegen Hwang kam es in Südkorea – wie schon mehrfach zuvor – wiederholt zu öffentlichen Sympathiekundgebungen für Hwang. Vor dem Gebäude der Staatsanwaltschaft demonstrierten mehrere hundert Anhänger, auch einige buddhistische Mönche unterstützten die Pro-Hwang-Aktivisten. Von ihnen wurde Hwang noch immer als nationaler Held verehrt, der den ersten Hund geklont und – die erste menschliche Stammzelllinie erschaffen habe.
Ende Juni 2006 teilte Hwangs Anwalt mit, sein Mandant werde in einem aus Privatgeldern finanzierten Labor wieder zu forschen beginnen. Unterstützt werde Hwang bei seinem Neuanfang von rund 30 früheren Mitarbeitern. Tatsächlich setzte Hwang in Yongjin, 50 km westlich von Seoul, seine Klon-Experimente mit Tierzellen fort.
Im September 2007 wurde bekannt, dass Hwang gemeinsam mit zehn Mitarbeitern nach Thailand ausgewichen sei, um dort Stammzellforschung an Tier-Mensch-Chimären zu betreiben. Er wolle DNA-Fragmente des Menschen in Eizellen von Kühen, Schweinen und anderen Tieren integrieren und die gewonnenen embryonalen Stammzellen für Forschungs- und Therapiezwecke nutzen. In Südkorea seien derartige Experimente ethisch umstritten. Zwei Monate später teilte das südkoreanische Ministerium für Gesundheit und Wohlfahrt mit, das im Juli 2006 von Hwang gegründete Sooam Bioengineering Research Institute in Yongin habe die Genehmigung für Studien zum Klonen von menschlichen Embryonen beantragt. Unter den acht hierfür benannten Forschern sei auch Hwang Woo-suk. Aus dem gleichen Institut wurde 2008 bekannt, dass dort Tibetdoggen geklont worden seien. Laut New Scientist ist Hwang am Institut der Sooam Biotech Research Foundation auch im Auftrag der US-Firma BioArts International mit dem Klonen von Hunden befasst, die in ihrem Internetauftritt Privatleuten das Klonen von deren Hunden andient. Laut einem Bericht in Nature produzierte Sooam im Jahr 2013 pro Tag rund 300 klonierte Rinder- und Schweineembryonen und rund 15 klonierte Hundewelpen.
Im August 2009 kündigte die südkoreanische Provinz Gyeonggi-do an, man plane eine Zusammenarbeit mit Hwang, um transgene Tiere zu erzeugen, aus denen man Organe gewinnen könne, die zur Übertragung auf Menschen geeignet seien. Im Oktober 2011 berichtete die Nachrichtenagentur afp, Hwang habe dank der Unterstützung durch die Provinzregierung acht Kojoten geklont, indem er Zellen aus der Haut eines Kojoten entnommen und je einen Zellkern in eine entkernte Eizelle einer Hündin eingepflanzt habe; das erste Jungtier sei bereits im Juni 2011 geboren worden. Zugleich wurde bekannt, dass die Sooam Biotech Research Foundation, als deren Forschungsleiter Hwang tätig ist, Kontakte zum Nationalen Übergangsrat in Libyen aufgenommen habe, um dort die der Foundation in Korea verbotene Stammzellforschung an menschlichen Embryonen wieder aufzunehmen.
Im Oktober 2006 hatte Hwang vor Gericht ausgesagt, Geld an die russische Mafia bezahlt zu haben, um sich auf diese Weise Gewebeproben von Mammuts zu beschaffen. Er habe versuchen wollen, die Zellen dieser ausgestorbenen Tierart zu klonen, sei aber gescheitert. Im März 2012 wurde bekannt, dass Hwang Woo-suk über eine Kooperation mit der Nordöstlichen Föderalen Universität in der russischen Teilrepublik Jakutien erneut versuche, an Zellen von Mammuts zu gelangen.

## Trivia
2014 kam der koreanische Spielfilm Jeboja („Whistle Blower“) in Korea in die Kinos, der die Forschungsarbeiten von Hwang Woo-suk als Hintergrund der Handlung hatte.

## Belege
1. ↑  en:WP: Zu Hwangs Geburtstag gibt es aufgrund unterschiedlicher Kalendersysteme unterschiedliche Daten. Nach dem Gregorianischen Kalender wurde er am 29. Januar 1953 geboren. Ältere Koreaner geben ihr Geburtsdatum jedoch häufig nach dem koreanischen Lunisolarkalender an, dem zufolge Hwang am 15. Dezember 1952 geboren wurde, woraus auch renommierte Institutionen bereits das gänzlich falsche Datum 15. Dezember 1953 konstruiert haben.
2. ↑  Woo Suk Hwang et al.: Patient-Specific Embryonic Stem Cells Derived from Human SCNT Blastocysts. In: Science. Band 308, Nr. 5729, 2005, S. 1777–1783, doi:10.1126/science.1112286
3. ↑  David Cyranoski: Whistle-blower breaks his silence. In: Nature. Band 505, Nr. 7485, 2014, S. 593 f., doi:10.1038/505593a
4. ↑  Süddeutsche Zeitung vom 7. März 2006, S. 16
5. ↑  Science. Band 311, 24. März 2006, S. 1695
6. ↑  Science. Band 312 vom 19. Mai 2006
7. ↑  Haftstrafe für betrügerischen Klonforscher gefordert. Auf: focus.de vom 24. August 2009
8. ↑  Hwang Woo-suk Trial Wraps Up with Clemency Plea. Auf: english.chosun.com vom 25. August 2009
9. ↑  Genetiker Hwang Woo Suk verurteilt. Auf: zeit.de vom 26. Oktober 2009
10. 1 2  David Cyranoski: Hwang verdict imminent. In: Nature. Band 461, 2009, S. 1035
11. ↑  David Cyranoski: Woo Suk Hwang convicted, but not of fraud. In: Nature. Band 461, 2009, S. 1181
12. ↑  Gericht verurteilt Klonfälscher zu Bewährungsstrafe. Auf: Spiegel Online vom 16. Dezember 2010
13. ↑   S. Korea upholds suspended term for faked stem-cell research. (Memento vom 20. Juli 2015 im Internet Archive) Meldung von AFP vom 16. Dezember 2010
14. ↑  Korean Supreme Court Upholds Disgraced Cloner's Criminal Sentence. Auf: sciencemag.org vom 27. Februar 2014
15. ↑  Kitai Kim et al.: Recombination Signatures Distinguish Embryonic Stem Cells Derived by Parthenogenesis and Somatic Cell Nuclear Transfer. In: Cell Stem Cell. Band 1, Nr. 3, 2007, S. 346–352, doi:10.1016/j.stem.2007.07.001
Jungfernzeugung: Klon-Betrüger Hwang übersah eigene Pioniertat. Auf: spiegel.de vom 3. August 2007
16. ↑  Genialer Dorftrottel. In: Frankfurter Allgemeine Zeitung. Nr. 182 vom 8. August 2007, S. N1
17. ↑  Meldungen mehrerer Nachrichtenagenturen vom 28. Juni 2006 unter Berufung auf südkoreanische Zeitungen
18. ↑  Lucy Odling-Smee et al.: Where are they now? In: Nature. Band 445, Nr. 7125, 2007, S. 244, doi:10.1038/445244a.
19. ↑  David Cyranoski: Stem-cell fraudster ‚is working in Thailand‘. In: Nature. Band 449, 2007, S. 387, doi:10.1038/449387b.
20. ↑  Science. Band 319 vom 4. Januar 2008, S. 15
21. ↑  South Korean team led by Hwang Woo-suk claims dog clones. Auf: usatoday.com vom 19. Juni 2008; der Artikel wurde verfasst auf Basis einer Meldung der Agentur ap
22. ↑  Dog clone face-off. In: New Scientist vom 28. Juni 2008, S. 6
23. ↑  BioArts Products & Services Pet Projects (Memento vom 4. Juli 2008 im Internet Archive) „Our recently announced ‚Best Friends Again program‘ is the first in a series of Pet Projects – limited offerings of pet cloning services and specialty animals for the general public.“
24. ↑  David Cyranoski: Cloning comeback. In: Nature. Band 505, Nr. 7484, 2014, S. 468–471, doi:10.1038/505468a
25. ↑  Südkoreaner stellt acht geklonte Kojoten vor. Auf: welt.de vom 18. Oktober 2011
26. ↑  Hwang’s Libyan stem cell dream still alive. In: The Korea Times vom 21. Oktober 2011. – In diesem Artikel heißt es: „Korea’s Sooam Biotech Research Foundation (SBRF) leader Hyun Sang-hwan said Friday that the foundation is in talks with scientific representatives of the country’s National Transitional Council (NTC) regarding the bioengineering project. If agreed to, Libya is supposed to offer a huge amount of money to SBRF, whose research is headed by Hwang, so that the Seoul-based biotech institute can conduct embryonic stem cell research, which is banned here to it, near Tripoli.“
27. ↑  Hwang bezahlte Mafia für Mammut-Proben. Auf: spiegel.de vom 25. Oktober 2006
28. ↑  Südkorea: Skandalforscher will Mammuts klonen. Auf: spiegel.de vom 14. März 2012
29. ↑  Eintrag von Je-bo-ja in der IMDb

| Personendaten    | Personendaten                                                                                             |
| ---------------- | --- |
| NAME             | Hwang, Woo-suk                                                                                            |
| ALTERNATIVNAMEN  | 황우석 (Hangeul); 黃禹錫 (Hanja); Hwang U-seok (revidierte Romanisierung); Hwang Usŏk (McCune-Reischauer) |
| KURZBESCHREIBUNG | südkoreanischer Veterinärmediziner, Verursacher eines der größten Fälschungsskandale                      |
| GEBURTSDATUM     | 29. Januar 1953                                                                                           |
| GEBURTSORT       | Landkreis Buyeo-gun, Chungcheongnam-do, Südkorea                                                          |